# Gabriel de Mortillet

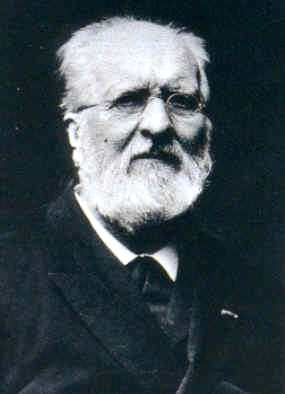
Gabriel de Mortillet, 1895

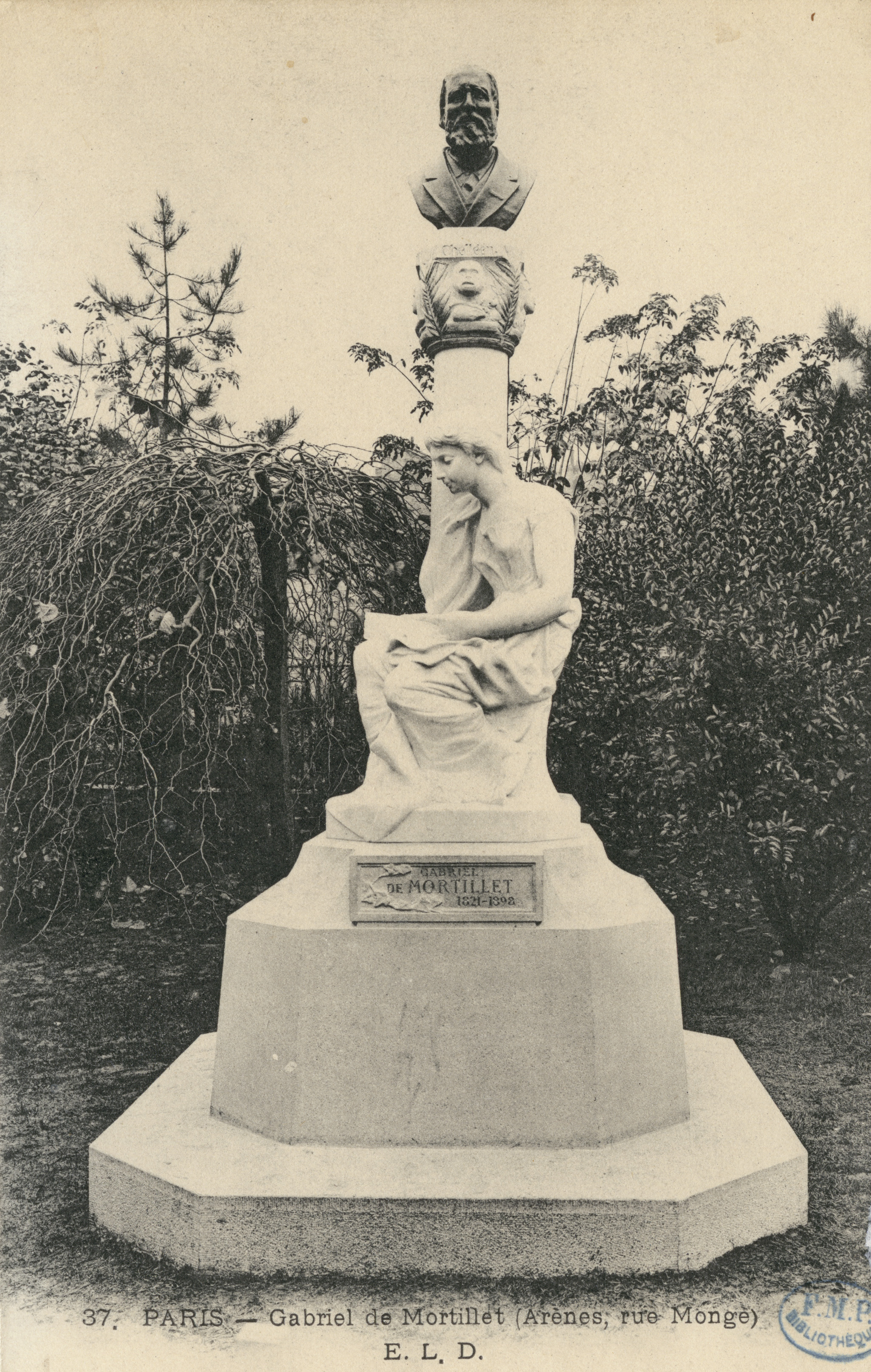
Denkmal auf dem Gelände der Arena von Lutetia, Zustand bei Errichtung. Die oben aufsitzende Bronze-Büste wurde 1942 eingeschmolzen.

Louis Laurent Gabriel de Mortillet [mɔrtiˈjɛ] (* 29. August 1821 in Meylan bei Grenoble; † 25. September 1898 in Saint-Germain-en-Laye) war ein bedeutender französischer Vorgeschichtsforscher. Er gilt als einer der Begründer der Altsteinzeitforschung als wissenschaftliches Fach. Bedeutend wurde sein System zur relativen Chronologie des Paläolithikums anhand stratigraphischer Beobachtungen.

## Leben
Mortillet stammte aus einer royalistischen Familie und wurde von Jesuiten erzogen. Er studierte zunächst Maschinenbau, später auch Geologie und Paläontologie am Conservatoire national des arts et métiers. Als überzeugter Atheist und Republikaner nahm er an der Februarrevolution 1848 teil. Er wurde 1849 unter dem Vorsitz von Louis Napoleon Bonaparte verbannt und zog sich in die Schweiz und nach Italien zurück, wo er 1863 den ersten italienischen neolithischen Fundplatz in Isolino ausgrub. 1863 wurde die Verbannung aufgehoben, Mortillet kehrte nach Frankreich zurück und gründete die erste französische prähistorische Zeitschrift, Matériaux pour l’histoire positive et philosophique de l’homme. 1867 wurde er zum Direktor des Musée des Antiquités Nationales (im Schloss Saint-Germain-en-Laye) bei Paris ernannt, und schließlich 1878 zum Professor an der École d’anthropologie.
Sein Hauptbeitrag ist die Klassifizierung und die Nomenklatur der großen Perioden des Paläolithikums. Diese wurde erstmals anlässlich der Eröffnung des Musée des Antiquités Nationales im Jahre 1867 der Öffentlichkeit präsentiert und erst zwei Jahre später publiziert. Darin gliedert er die Steinzeit in 14 (später 9) Zeitalter. Namengebend sind bekannte Typuslokalitäten, von denen einige noch heute benutzt werden:
- Acheuléen (1869, nach Saint-Acheul bei Amiens)

- Moustérien (Begriff 1869 eingeführt, nach dem Fundplatz Le Moustier, von Édouard Lartet seit 1860 ausgegraben)
- Aurignacien (1872,[2] später weggelassen und erst 1906 von Henri Breuil wieder eingeführt)
- Solutréen (1869, nach Solutré (Département Saône-et-Loire), von Henry Testot-Ferry seit 1866 ausgegraben)
- Magdalénien (1869, nach La Madeleine, von Édouard Lartet 1863 entdeckt)
- Tourassien (1872, nach La Tourasse, heute nicht mehr verwendet, entspricht dem Azilien).

Sein Hauptwerk ist Le Préhistorique, antiquité de l’homme, das 1892 veröffentlicht und von seinem Sohn, ebenfalls Paläontologe und Prähistoriker, Adrien de Mortillet illustriert wurde.
1905 wurde ihm auf dem Gelände der Arena von Lutetia im Quartier Latin in Paris ein Denkmal gesetzt, das der Bildhauer Alfred La Penne gestaltet hatte. 1942, während der deutschen Besetzung Frankreichs im Zweiten Weltkrieg, wurde die oben aufsitzende Bronze-Büste eingeschmolzen.
Sein umfangreicher, aus Notizzetteln, Fundnotizen und Briefen sowie Sonderdrucken eigener und fremder Veröffentlichungen bestehender Nachlass wurde in den 1950er Jahren von der Universität des Saarlandes angekauft. Er wird an der Saarländischen Universitäts- und Landesbibliothek (SULB) und im Institut für Vor- und Frühgeschichte und Vorderasiatische Archäologie der Universität des Saarlandes aufbewahrt.

## Werke (Auswahl)
- Géologie et minéralogie de la Savoie. In: Ann. Chambre Royale Agric. Comm., 4, VIII. Imp. Nationale, Chambéry 1858.
- Notice sur l’origine du langage. In: Congrès International d’Anthropologie et de Archéologie, 4, 1869, S. 285–286.
- Essai d’une classification des cavernes et des stations sous abri, fondée sur les produits de l’industrie humaine. In: Materiaux pour l’histoire de l’Homme, Band V, 1869.
- Le Préhistorique antiquité de l’homme. C. Reinwald, Paris 1883.
  - 2. Auflage, Paris 1885 (Digitalisat).
- La Formation de la Nation Française. Bibliothèque scientifique internationale, Band 86. F. Alcan, Paris 1897.